# Majdalena
Majdalena – wieś i gmina w Czechach, w powiecie Jindřichův Hradec, w kraju południowoczeski. Według danych z dnia 1 stycznia 2014 liczyła 511 mieszkańców.
W miejscowości jest stacja kolejowa Majdalena.